# Živé kvety

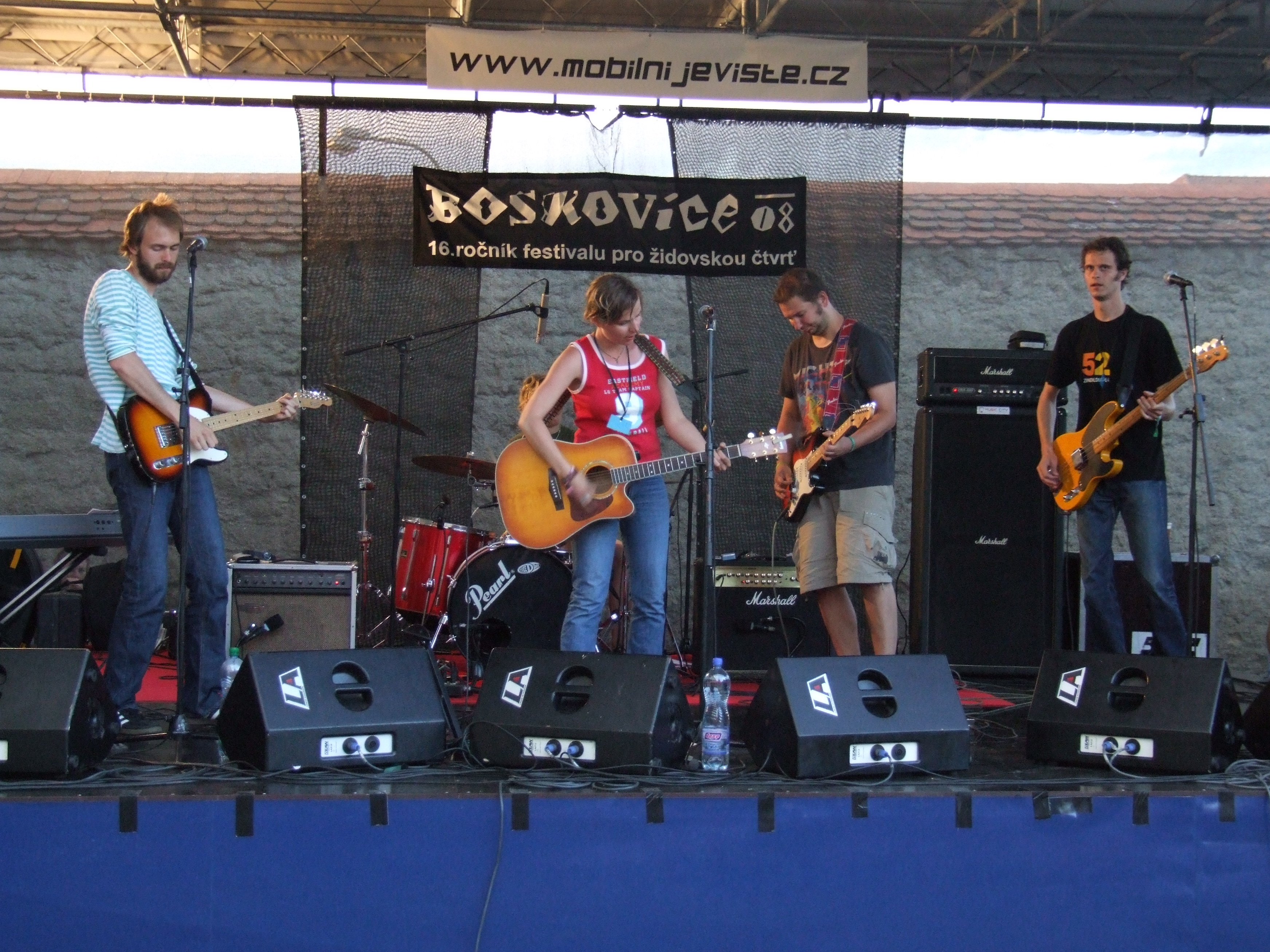

Živé kvety byla slovenská rocková skupina, která vznikla v Bratislavě v roce 1994 kolem zpěvačky a textařky Lucie Piussi. Především její osobou je skupina spjata s legendárním Divadlem Stoka.  
Dne 15. února 2021 skupina na svých stránkách oznámila ukončení činnosti.

## Diskografie
- Živé kvety, Mediálny inštitút 2000
- V dobrom aj v zlom, Pavian records 2003
- Na mojej ulici, Slnko records 2004
- Sloboda, Slnko records 2005
- Bez konca, Slnko records 2007
- 12 + 1, Slnko records 2008
- Zlaté časy, Slnko records 2009
- Spúšť, Slnko records 2010
- Oľga, ideš svojim tempom, Slnko records 2012
- Nové poschodia, Slnko records 2016
- Salto na rozlúčku, Slnko records 2019

## Sestava
- Lucia Piussi, zpěv, kytara, harmonika, texty (1994–2021)
- Peter Bálik, kytara (1994–2021)
- Agnes Lovecká, bicí, housle, zpěv (2002–2021)
- Juraj Mironov, baskytara, varhany, akordeon, zpěv (1999–2021)
- Jakub Kratochvíl, kytara, klavír zpěv (2007–2021)
- Marek Pastier – kytara (2002–2006)
- Martin Šútovec – banjo (1998–2000)
- Michal Šulek – kontrabas (1999–2000)
- Vlado Mrázko – bicí (1999–2001)